# لاديسلاف كونا
لاديسلاف كونا (مواليد 3 أبريل 1947) هو لاعب كرة قدم. يلعب مع منتخب تشيكوسلوفاكيا لكرة القدم. سبق له أن لعب في كأس العالم لكرة القدم مع منتخب بلاده.

## مسيرته الكروية
لعب لاديسلاف كونا خلال مسيرته الاحترافية مع ناديين في تسعة عشر موسمًا وسجل خلالها 6 أهداف ضمن 90 مباراة. حيث فاز في ثلاثة مواسم بالكأس وفي خمسة مواسم بالدوري.
خاض لاديسلاف كونا مسيرته مع نادي سبارتاك ترنافا في موسم 1964–65 ليلعب معه ستة عشر موسمًا، لم يشارك في أي مباراة ولم يسجل أي هدف. ثم انتقل إلى نادي أدميرا فاكر مودلينغ في موسم 1980–81 واستمر معه طيلة ثلاثة مواسم، حيث شارك في 90 مباراة سجل خلالها 6 أهداف.

## روابط خارجية
- لاديسلاف كونا على موقع الاتحاد الدولي (مؤرشف)  (الإنجليزية)
- لاديسلاف كونا على موقع الاتحاد الأوربي (الإنجليزية)
- لاديسلاف كونا على موقع الاتحاد التشيكي (الإنجليزية)
- لاديسلاف كونا على موقع قاعدة بيانات كرة القدم.إي يو (الإنجليزية)
- لاديسلاف كونا على موقع ناشيونال فوتبول تيمز (الإنجليزية)
- لاديسلاف كونا على موقع عالم كرة القدم.نت (الإنجليزية)